# Робинсон, Мэк
Мэттью Маккензи «Мэк» Робинсон (англ. Matthew MacKenzie "Mack" Robinson, 18 июля 1914 — 12 марта 2000) — американский легкоатлет, серебряный призёр Олимпийских игр 1936 года в беге на 200 метров. Старший брат члена бейсбольного Зала славы Джеки Робинсона.

## Биография
Мэттью родился в Кейро (штат Джорджия) в 1914 году. Робинсоны были арендаторами-половинщиками; после того, как в 1920 году отец бросил семью, мать с детьми переехала в Пасадину (штат Калифорния). Учась в городском колледже Пасадины, Мэттью установил рекорды страны среди юношей в беге на 100 и 200 метров, а также в прыжке в длину.
В 1936 году он принял участие в отборочном турнире на Олимпийские игры 1936 года, где занял второе место и завоевал место в олимпийской сборной США. На играх в Берлине он завоевал второе место в беге на 200 метров, отстав от победителя Джесси Оуэнса на 0,4 секунды.
По окончании школы Мэк Робинсон поступил в Орегонский университет, который закончил в 1941 году. В университете он завоевал большое количество чемпионских титулов NCAA, AAU и конференции Южного побережья в соревнованиях по лёгкой атлетике. Позже за свои заслуги он был включён в Зал славы Орегона и спортивный Зал славы Орегона.
Позже Мэттью стал известен как ярый борец с уличной преступностью в своём родном городе Пасадина. В 1997 году Пасадинский мемориал Робинсона был посвящён Мэттью и Джеки, а мемориальная статуя Джеки Робинсона перед стадионом имени Джеки Робинсона была установлена во многом благодаря усилиям его брата .
В честь Мэттью Робинсона было названо несколько сооружений. Кроме мемориала Робинсонов, стадион городского колледжа Пасадины был назван в его честь 2000 году. В том же году почтовая служба США назвала новое почтовое отделение Пасадины в его честь.
Робинсон умер 12 марта 2000 года в больнице Пасадины от диабета, отказа почек и пневмонии в возрасте 85 лет. Он был похоронен в Mountain View Cemetery and Mausoleum в Алтадене (Калифорния).